# Apatiy
Huyện Apatiy (tiếng Nga: ? райо́н) là một huyện hành chính tự quản (raion), của Tatarstan, Nga. Huyện có diện tích 3496 kilômét vuông. Trung tâm của huyện đóng ở Apaty.